# أوليفر من بادربورن
أوليفر من بادربورن، المعروف أيضًا باسم أوليفر بادربورن أو أوليفر فون بادربورن أو توماس أوليفر أو أوليفر أو أوليفر الساكسوني أو أوليفر من كولونيا، كان أسقفاً لمدينة بادربورن من عام 1223 حتى عام 1225. رسمه البابا هونوريوس الثالث كاردينالًا عام 1225. كان أول أسقف لمدينة بادربورن يُرسَم كاردينالًا. لعب أوليفر دورًا مهمًا في الحروب الصليبية.

## حياته
غالبا جاء من ويستفاليا أو من فريزلاند. التحق بكاتدرائية بادربورن عام 1196 ورأس نظارة مدرستها.
من عام 1202 كان أيضًا ناظر مدرسة الكاتدرائية (بالإنجليزية: Scholaster)‏ في كولونيا. حوالي عام 1205 أصبح مستشارًا لرئيس أساقفة كولونيا برونو الرابع.
في عام 1207 درس لفترة وجيزة في باريس ثم خطب مؤيدا للحملة الصليبية على الكثار.
من عام 1209 لعام 1213 أقام مرة أخرى في مطرانية كولونيا، عندما دعاه البابا إنوسنت الثالث لدعم الحملة الصليبية الخامسة. في ربيع عام 1214 أخذ يحشد للحملة الصليبية في راينلاند وهولندا وفريزلاند، ونجح في تجنيد الآلاف من المتطوعين. في كولونيا بدأ الصليبيون في تجهيز أسطولهم.
توجهت الحملة للأرض المقدسة عام 1217. ويبدو أن أوليفر كان من ضمن للقوة التي سافرت بامتداد الراين والرون لمرسيليا. ومن هناك سافروا للدول الصليبية. ذكر أوليفر لاحقًا في مذكراته «تاريخ دمياط» (باللاتينية: Historia Damiatina)، تسلسل الأحداث التي تلت ذلك. في الأراضي المقدسة، ففي عكا بعدما عاد أندراس الثاني ملك المجر إلى أوروبا عام 1218، أقنعت أوليفر فرقة مقاطعة الفريزيان، والتي كانت قد أبحرت حول شبه الجزيرة الأيبيرية ووصلت لتوها، بمواصلة الحملة الصليبية والهجوم على دمياط في دلتا النيل بمصر. نجح فرسان الفريزيان في الاستلاء على برج دمياط وسط نهر النيل في أغسطس من عام 1218. وقد نجحوا في ذلك بمساعدة سفينة تم تعديلها خصيصًا تحت إشراف أوليفر. كما عمل في دمياط سكرتيرًا للمبعوث البابوي الكاردينال بيلاجيوس، القائد الروحي للحملة الصليبية.
بعد هزيمة الحملة وانسحابها من مصر في سبتمبر عام 1221، ظل أوليفر في عكا حتى سبتمبر أو أكتوبر من عام 1222. في تلك الفترة بعث برسالتين إحداهما إلى السلطان الكامل ملك مصر، والأخرى إلى علماء الإسلام هناك، حاول فيها بما يعرفه من علوم الجدال في عصره إقناعهم بنبذ العقيدة الإسلامية وقبول المسيحية.
بعد عودته لألمانيا عام 1223، بدأ يخطب مشجعاً للحملة الصليبية السادسة بقيادة الإمبراطور فريدريك الثاني.
بعد وفاة مطران بادربورن برنارد الثالث في 28 مارس 1223، اُنتخب أوليفر ليحل محله. ولكن منافسه هاينريش فون براكيل "Heinrich von Brakel" عمدة بوسدورف حصل على منصب الأسقفية من الملك وتأكيدًا من رئيس أساقفة ماينز. لكن أوليفر قدم تظلماُ في الكوريا الرومانية. وفي 7 أبريل من عام 1225 نصبه البابا هونريوس الثالث أسقف لبادربورن. ومع ذلك، لم يتواجد كثيرا في أبرشيته ولكن قريبا من البابا. في سبتمبر من عام 1225 أصبح كاردينالا لأسقفية سابينا، مما أدى إلى إعلان شغور أبرشية بادربورن.
انضم إلى حملة الإمبراطور فريدريك الثاني الصليبية عام 1227 في جنوب إيطاليا بصفته المبعوث البابوي. لكن قبل أن ينطلق مع الجيش إلى الدول الصليبية، توفي في 11 سبتمبر من عام 1227، في أوترانتو، ضحية وباء تفشى في الحملة.

## للاستزادة
- Hermann Hoogeweg, "Oliver von Paderborn" in General German Biography (ADB), Volume 24, Duncker & Humblot, Leipzig 1887, pp. 305–308.
- Erich Weise, "The Cologne cathedral chief Oliver and the beginnings of the Teutonic Order in Prussia" in Hans Reykers (Edit.), In the shadow of St. Gereon," Erich Kuphal for the 1st of July, 1960, Verlag der Löwe, Cologne 1960, pp. 385–394.
- Anna Dorothea von den Brincken, "Islam and Oriens Christianus in the writings of the Cologne cathedral scholastic Olivier" († 1227) in Albert Carpenter, Kraemer Ruegenberg, amd Ingrid Vuillemin, Gudrun, Oriental Culture in the European Middle Ages, de Gruyter Berlin, 1985; Pp. 86ff.
- Wolfgang Giese, "Oliver von Paderborn" in New German Biography (NDB), Vol. 19, Duncker & Humblot, Berlin 1999, (ردمك 3-428-00200-8) , p. 522 f. (Digitized).
- "Oliverus scholasticus" in the repertory Historical sources of the German Middle Ages, Dieter Deubner: Hermann von Salza and the Kölsch Domscholaster Oliver Moment.
- "Paderborn, Oliver von" in Salvador Miranda, The Cardinals of the Holy Roman Church, fiu.edu, the Florida International University website